# ژرار بلن
ژرار بلَن (فرانسوی: Gérard Blain‎؛ ۲۳ اکتبر ۱۹۳۰ – ۱۷ دسامبر ۲۰۰۰) بازیگر، کارگردان فیلم و فیلم‌نامه‌نویس اهل فرانسه بود. وی بین سال‌های ۱۹۴۴ تا ۲۰۰۰ میلادی فعالیت می‌کرد.
از فیلم‌ها یا برنامه‌های تلویزیونی که بلَن در آن نقش داشته است، می‌توان به پسرعموها، هاتاری!، شوهران جوان، دوست آمریکایی، بچه‌های بهشت، سرژ خوش‌تیپ و پلیکان اشاره کرد. 